# Donald Fagen
Donald Jay Fagen, né le 10 janvier 1948 à Passaic dans le New Jersey (banlieue ouest de New York) est un musicien américain,  cofondateur avec Walter Becker du groupe de rock Steely Dan au début des années 1970. Auteur-compositeur, chanteur et claviériste il a en dehors de son travail avec Steely Dan, publié quatre albums solo. Le premier, The Nightfly publié en 1982, a rencontré le succès, populaire et commercial. Fagen continue à tourner avec Steely Dan, resté le seul membre original du groupe après le décès de Walter Becker en 2017. 

## Biographie
Après la séparation de Steely Dan survenue en 1981, Donald Fagen contribua à la bande originale du film d'animation culte Heavy Metal avec une composition originale titrée True Companion. Fagen a ensuite publié son premier album en solo, The Nightfly en 1982. Cet album fut favorablement comparé à son meilleur travail avec Steely Dan. On peut entendre dans cet album concept des musiciens comme Jeff Porcaro à la batterie, Randy et Michael Brecker à la trompette et au saxophone ténor, le guitariste Larry Carlton et le bassiste Marcus Miller.
En 1988, une autre chanson originale de Fagen, titrée Century's End, figure sur la bande son originale pour le film Bright Lights, Big City avec l'acteur Michael J. Fox.
Durant les années 1980, Fagen composa pour d'autres artistes, ainsi que des musiques de films. Il fit également une tournée avec la New York Rock and Soul Revue. Son second album solo, Kamakiriad, paru en 1993, fut produit par son complice Walter Becker. Cette association amena la réunion de l'équipe de compositeurs et la création d'une nouvelle version pour les tournées du groupe Steely Dan. L'année suivante, Fagen coproduisit le premier album solo de Becker, intitulé 11 Tracks of Whack.
Le duo continua à faire fonctionner Steely Dan dans cette nouvelle incarnation et a depuis enchanté leur légion de fans avec un album en public Alive in America en 1994, ainsi que deux albums studio supplémentaires de Steely Dan : Two Against Nature en 2000 (qui fut récompensé aux Grammy Awards) puis Everything Must Go en 2003.
Les sessions d'enregistrement pour Morph the Cat, le troisième album solo de Donald Fagen débutèrent au mois d'août 2004. Cet album a été publié le 14 mars 2006. Parmi les musiciens jouant sur cet album, on trouve Wayne Krantz (guitare), Jon Herington (guitare), Keith Carlock (batterie), Freddy Washington (basse), Ted Baker (piano), et Walt Weiskopf (saxophone). Dès sa parution, Morph the Cat a reçu des louanges unanimes et fut même nommé directement "Album de l'année" par Mix Magazine. Fagen a également reçu la récompense du « Producteur de l'année ».
Alors qu'auparavant ses tournées se firent toutes avec le groupe Steely Dan, Donald Fagen entreprend en mars 2006 la première véritable tournée solo de sa carrière, qui va le mener à travers une vingtaine de villes des États-Unis et du Canada. Cette tournée réalisée afin de promouvoir son album Morph the Cat se déroule devant des salles complètes et reçoit d'excellentes critiques.
Août 2012, Donald Fagen annonce la sortie de son quatrième album solo Sunken Condos, qui sera publié le 16 octobre via Reprise Records. Sunken Condos commence un nouveau chapitre dans l'évolution créative de cet artiste novateur, dont la carrière est toujours aussi forte au bout de quarante ans.
Les neuf titres ont été coproduits par Michael Leonhart et Fagen. Huit nouveaux titres sauf une piste, une reprise de Out Of The Ghetto d'Isaac Hayes. Certains membres de la famille Steely Dan sont venus prêter main-forte (Jon Herington, Steely Dan Horns, Freddie Washington) ainsi que quelques nouveaux visages.

## Discographie

### Albums solo
- The Nightfly (1982)
- Kamakiriad (1993)
- Morph the Cat (2006)
- Sunken Condos (2012)

### Albumlive
- Donald Fagen's The Nightfly Live (2021)

### DVD tutoriel
- Concepts for jazz/rock piano (2004) DVD